# Louis E. Graham

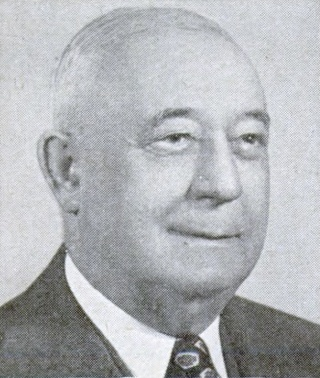
Louis E. Graham (1953)

Louis Edward Graham (* 4. August 1880 in New Castle, Pennsylvania; † 9. November 1965 in Rochester, Pennsylvania) war ein US-amerikanischer Jurist und Politiker. Zwischen 1939 und 1955 vertrat er den Bundesstaat Pennsylvania im US-Repräsentantenhaus.

## Werdegang
Im Jahr 1893 zog Louis Graham mit seinen Eltern nach Beaver im Beaver County. Er besuchte die öffentlichen Schulen seiner jeweiligen Heimat einschließlich der Beaver High School. Im Jahr 1901 absolvierte er das Washington & Jefferson College in Washington (Pennsylvania). Zwischen 1903 und 1906 war er stellvertretender Bezirksstaatsanwalt im Beaver County. Nach einem Jurastudium und seiner 1906 erfolgten Zulassung als Rechtsanwalt begann er in Beaver in diesem Beruf zu arbeiten. Von 1912 bis 1924 war Graham Bezirksstaatsanwalt im Beaver County und von 1924 bis 1927 stellvertretender Attorney General von Pennsylvania. Danach fungierte er bis 1929 als juristischer Berater des sechsten Bundesbezirks zur Kontrolle des Alkoholverbots. Von 1929 bis 1933 war er Bundesstaatsanwalt für den westlichen Teil Pennsylvanias. Danach war er in den Jahren 1934 bis 1936 für die Bundesstaatsanwaltschaft in Pittsburgh tätig, wo er Wahlbetrugsfälle untersuchte. Politisch war er Mitglied der Republikanischen Partei.
Bei den Kongresswahlen des Jahres 1938 wurde Graham im 26. Wahlbezirk von Pennsylvania in das US-Repräsentantenhaus in Washington, D.C. gewählt, wo er am 3. Januar 1939 die Nachfolge des Demokraten Charles R. Eckert antrat. Nach sieben Wiederwahlen konnte er bis zum 3. Januar 1955 acht Legislaturperioden im Kongress absolvieren. Seit 1945 vertrat er dort als Nachfolger von Grant Furlong den 25. Distrikt seines Staates. Von 1953 bis 1955 war er Vorsitzender des Joint Committee on Immigration and Nationality Policy. Während seiner Zeit im Kongress wurden bis 1941 die letzten New-Deal-Gesetze der Roosevelt-Regierung verabschiedet. Seit 1941 war auch die Arbeit des Kongresses von den Ereignissen des Zweiten Weltkrieges geprägt. In seine Zeit im Kongress fielen auch der Beginn des Kalten Krieges, der Koreakrieg und innenpolitisch der Auftakt zur Bürgerrechtsbewegung.
Im Jahr 1954 wurde Louis Graham nicht wiedergewählt. Nach dem Ende seiner Zeit im US-Repräsentantenhaus praktizierte er wieder als Anwalt in Beaver. Er starb am 9. November 1965 in einem Krankenhaus in Rochester und wurde in Beaver beigesetzt.